# Пусев, Виктор Иванович
Ви́ктор Ива́нович Пу́сев (28 марта 1966, Гомель, Белорусская ССР, СССР) — советский гребец-байдарочник, выступал за сборную СССР во второй половине 1980-х годов. Дважды чемпион мира, восьмикратный чемпион всесоюзного первенства, победитель регат республиканского и международного значения, участник летних Олимпийских игр в Сеуле. На соревнованиях представлял спортивное общество «Динамо», заслуженный мастер спорта СССР (1989).

## Биография
Виктор Пусев родился 28 марта 1966 года в Гомеле, Белорусская ССР. Активно заниматься греблей начал в раннем детстве, проходил подготовку в гомельской школе высшего спортивного мастерства, состоял в гомельском добровольном спортивном обществе «Динамо».
Первого серьёзного успеха на взрослом международном уровне добился в 1984 году, когда впервые стал чемпионом всесоюзного первенства и попал в основной состав советской национальной сборной. Как член сборной должен был участвовать в летних Олимпийских играх в Лос-Анджелесе, однако страны социалистического лагеря по политическим причинам бойкотировали эти соревнования, и вместо этого он выступил на альтернативном турнире «Дружба-84» в Восточном Берлине, где вместе с напарником Сергеем Суператой завоевал золотые медали в зачёте двухместных байдарок на дистанциях 500 и 1000 метров.
Год спустя Пусев вновь выиграл чемпионат СССР и побывал на первенстве мира в бельгийском Мехелене, откуда привёз награды бронзового и серебряного достоинства, добытые с тем же Суператой на пятистах и тысяче метров соответственно. Ещё через год выступил на чемпионате мира в канадском Монреале, на полукилометровой дистанции они с Суператой вновь финишировали третьими и добавили в послужной список ещё одну бронзовую медаль.
Благодаря череде удачных выступлений в 1988 году Виктор Пусев удостоился права защищать честь страны на Олимпийских играх в Сеуле — в полукилометровой программе байдарок-одиночек сумел пробиться в финальную стадию, однако в решающем заезде пришёл к финишу лишь девятым. В следующем сезоне добился успеха в четырёхместных байдарках, так, на чемпионате мира в болгарском Пловдиве одержал победу в пятисотметровом зачёте, при этом его партнёрами были Виктор Денисов, Сергей Кирсанов и Александр Мотузенко. На первенстве мира 1990 года в польской Познани защитил чемпионское звание в этой дисциплине (вместо Денисова в их команде на этот раз состоял Олег Горобий). За эти выдающиеся достижения удостоен почётного звания «Заслуженный мастер спорта СССР».
Имеет высшее образование, окончил Гомельский государственный университет имени Франциска Скорины, где обучался на факультете физической культуры. Ныне проживает в родном Гомеле.